# Wijdbal

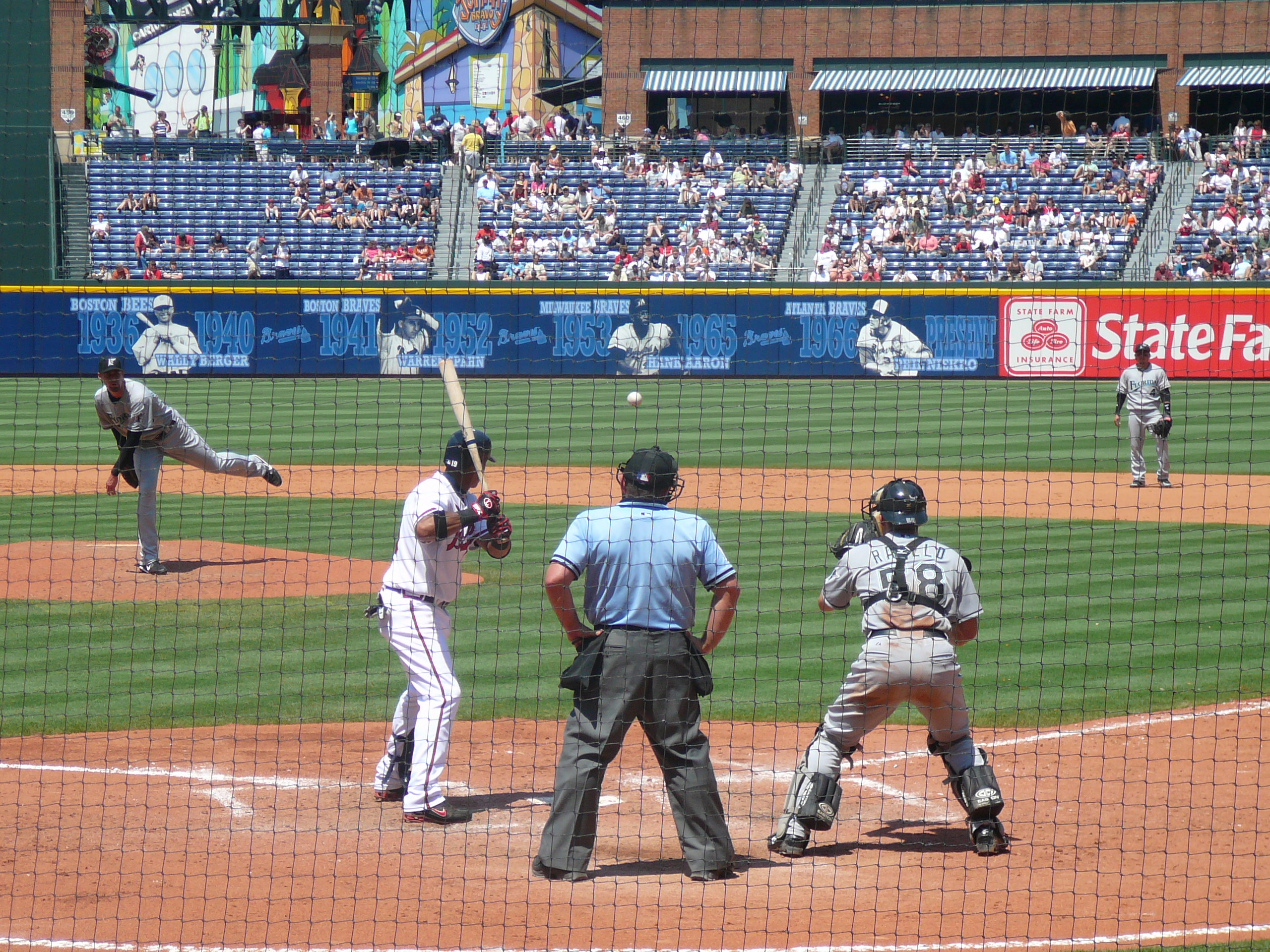
Een opzettelijke wijdbal

Een wijdbal is bij het honkbal of softbal een door de pitcher geworpen bal die niet binnen de slagzone valt en waar door de slagman niet op wordt geslagen. Krijgt een slagman 4 wijdballen, dan krijgt hij van de scheidsrechter een vrije loop naar het eerste honk. Alle honklopers die een gedwongen loop hebben, mogen ook een honk opschuiven. 
Soms komt het voor dat een pitcher, als de slagman bijvoorbeeld bekendstaat als iemand die veel homeruns of honkslagen slaat, ervoor kiest met opzet vier keer wijd te gooien. De slagman krijgt dan wel een vrije loop, maar niet de kans om een homerun te slaan (waardoor hij punten zou kunnen verdienen).